# Реализм Достоевского

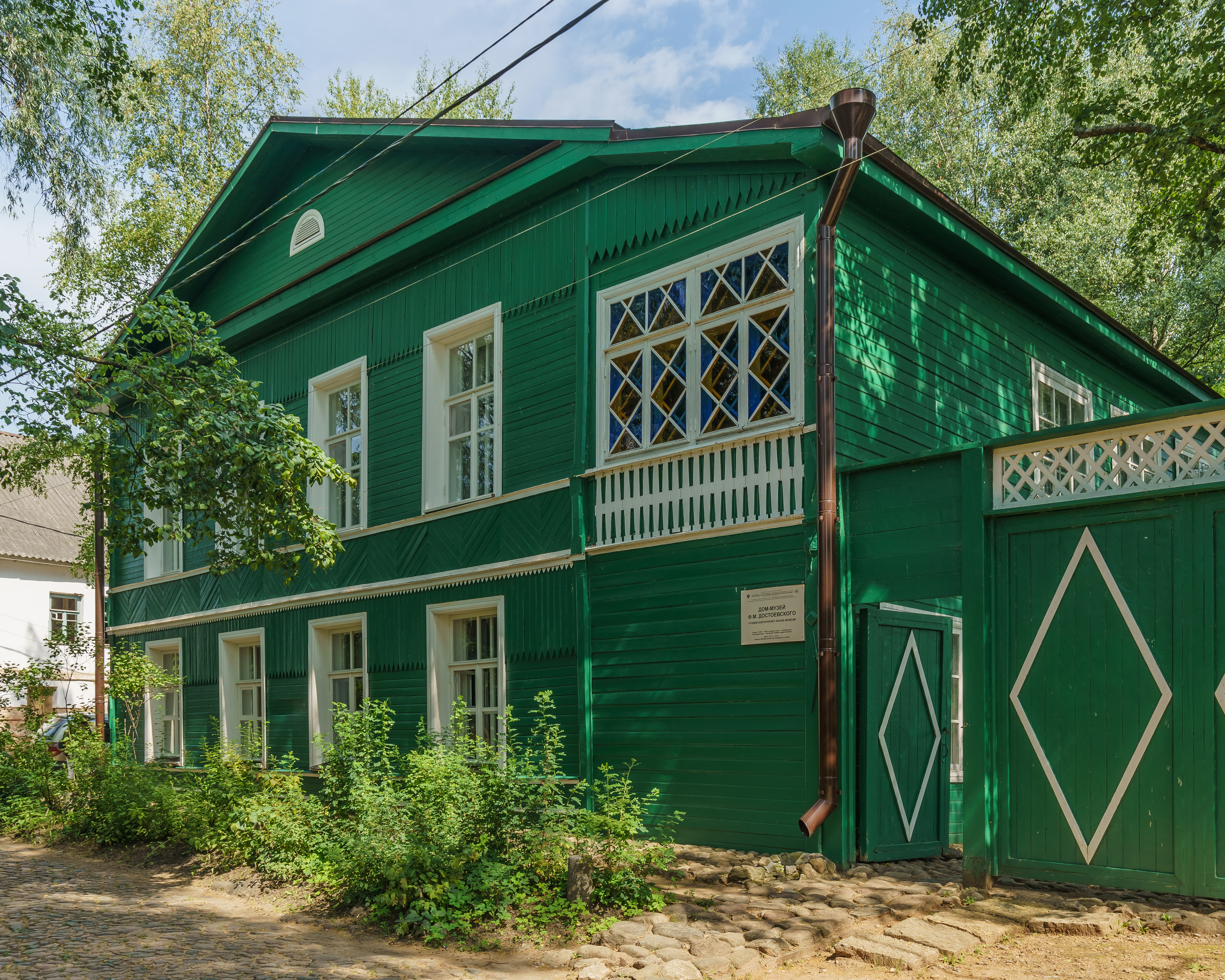
Дом Достоевского в Старой Руссе, в котором был написан роман «Братья Карамазовы»

Характерным методом творчества Фёдора Михайловича Достоевского был реализм.
События в произведениях Достоевского происходят в Петербурге, Старой Руссе, Павловске. При этом подлинные описания места действия подчеркивают подлинность происходящих в произведениях писателя событий. Для Достоевского важна обстановка места действия, так как он ссылается на неё, как на знакомую ему и читателям. Реальные объекты требовались писателю во многом для того, чтобы убедить самого себя в реальности создаваемых им событий. Так, его жена, Анна Григорьевна, вспоминала: «Фёдор Михайлович в первые недели нашей брачной жизни, гуляя со мною, завел меня во двор одного дома и показал камень, под который его Раскольников спрятал украденные у старухи вещи». Подобная топографическая точность была методом творчества Достоевского.

## Опора на окружающую действительность

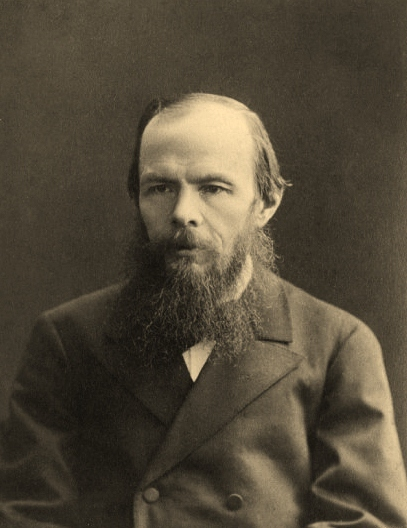
Фёдор Михайлович Достоевский, 1879

Литературоведы отмечали, что Достоевский встраивал свои произведения в окружающую его действительность, а не создавал для них новую. Писатель опирался на действительные факты, местность, реальные встречи, газетные сообщения и репортажи. Реальные персонажи и события получали продолжение и дополнительные детали в произведениях автора. Сам Достоевский описывал процесс своего творчества следующим образом: «Я люблю, бродя по улицам, присматриваться к иным, совсем незнакомым прохожим, изучать их лица и угадывать: кто они, как живут, чем занимаются и что особенно их в эту минуту интересует».
Вера Достоевского в реальность описываемых им событий наиболее характерно проявляется во вступлении к рассказу «Мальчик у Христа на ёлке»: «Но я романист и, кажется, одну „историю“ сам сочинил. Почему я пишу: „кажется“, ведь я сам знаю наверно, что сочинил, но мне все мерещится, что это где-то и когда-то случилось, именно это случилось как раз накануне рождества, в каком-то огромном городе и в ужасный мороз». Писатель «знает наверно», что сочинил рассказ, но одновременно как бы верит в реальность описанных событий.
Создание реалистичных произведений требовало точных мест и деталей, поэтому в своих письмах писатель требовал сообщать ему обо всём происходящем до мелочей, особенно в то время, когда сам он находился за границей. Происшествия и случаи писатель берет также из газет. Действительность для Достоевского — это прежде всего детали, мелочи, случайные происшествия, скандалы и преступления. Писатель одновременно стремится к реальности и боится её. Эта его «любовь-ненависть» заставляет страдать его самого и мучить читателей. Особенно любит Достоевский разнообразные цифровые уточнения: количество шагов, ступенек, дней, часов. Также множество деталей появляются в повествовании в виде уточнений, которые вспоминает кто-то из персонажей. Часто отмечается загадочность происшествия и «отсутствие» фактов для разъяснения чего-либо.
Многие из современников Достоевского в поисках общего и распространенного описывали некоторую «сглаженную» усредненную действительность. Подобных авторов, записывающих характерную среду, Фёдор Михайлович называл «типичниками», считая их низшим родом писателей. Действительность, по мнению Достоевского, своевольна и полна частностями и мелочами. В то время как все попытки её усреднения вызваны бедным воображением писателей. Скрытая в действительности идея может быть выражена только индивидуальными, абсолютно единичными явлениями. При этом событие, которого не было, но которое могло быть, в глазах писателя имеет ту же ценность.
Для действительности не характерна застылость и определённость, поэтому в своем творчестве Достоевский избегает законченные мнения и позиции. Так, следование идее у Раскольникова ведет к убийству и одиночеству, в то время как, освобождение от предвзятой идеи в романе «Подросток» позволяет герою стать человеком. В письме к Соловьёву Достоевский отмечает, что нельзя «доводить мысль до конца». Герои Достоевского — постоянно развивающиеся личности, в них нет законченности и стабильности.

## Диалоги
Общение персонажей в произведениях Достоевского также происходит независимо от читателя. Многочисленные «недомолвки и недослышки» создают атмосферу продолжающейся беседы, начало которой состоялось без видимого расчёта на читателя.

## Рассказчик
Реализм в произведениях Достоевского в значительной степени достигался за счёт создания рассказчиков, позволявших писателю ввести самого себя в действие, при этом сохранив объективность изложения. Достоевский «верил» в созданные им образы рассказчиков.
Наличие духовной близости автора и рассказчика отличала творчество Достоевского от творчества таких писателей, как Гоголь и Лесков, рассказчики которых, наоборот, позволяли авторам полностью устраниться от повествования.
Использование неопытных рассказчиков, представляющих собой хроникёров и репортёров, а не профессиональных писателей, позволяет Достоевскому строить иллюзию рассказа о действительных событиях. Чтобы скрыть писательское «всеведение», постоянно указываются источники информации рассказчика, которые с этой же целью нередко оказываются неполными или противоречивыми. Показывается и процесс сбора сведений. Рассказчик у Достоевского может удивляться происходящему, тем самым показывая полную независимость событий произведения от автора.

## Пушкин
Используемая для усиления действительности художественная недосказанность сближает творчество Достоевского с «Евгением Онегиным», «Пиковой дамой» и «Медным всадником» Александра Сергеевича Пушкина, к творчеству которого у Достоевского всегда было особое отношение.